# Riksbyar

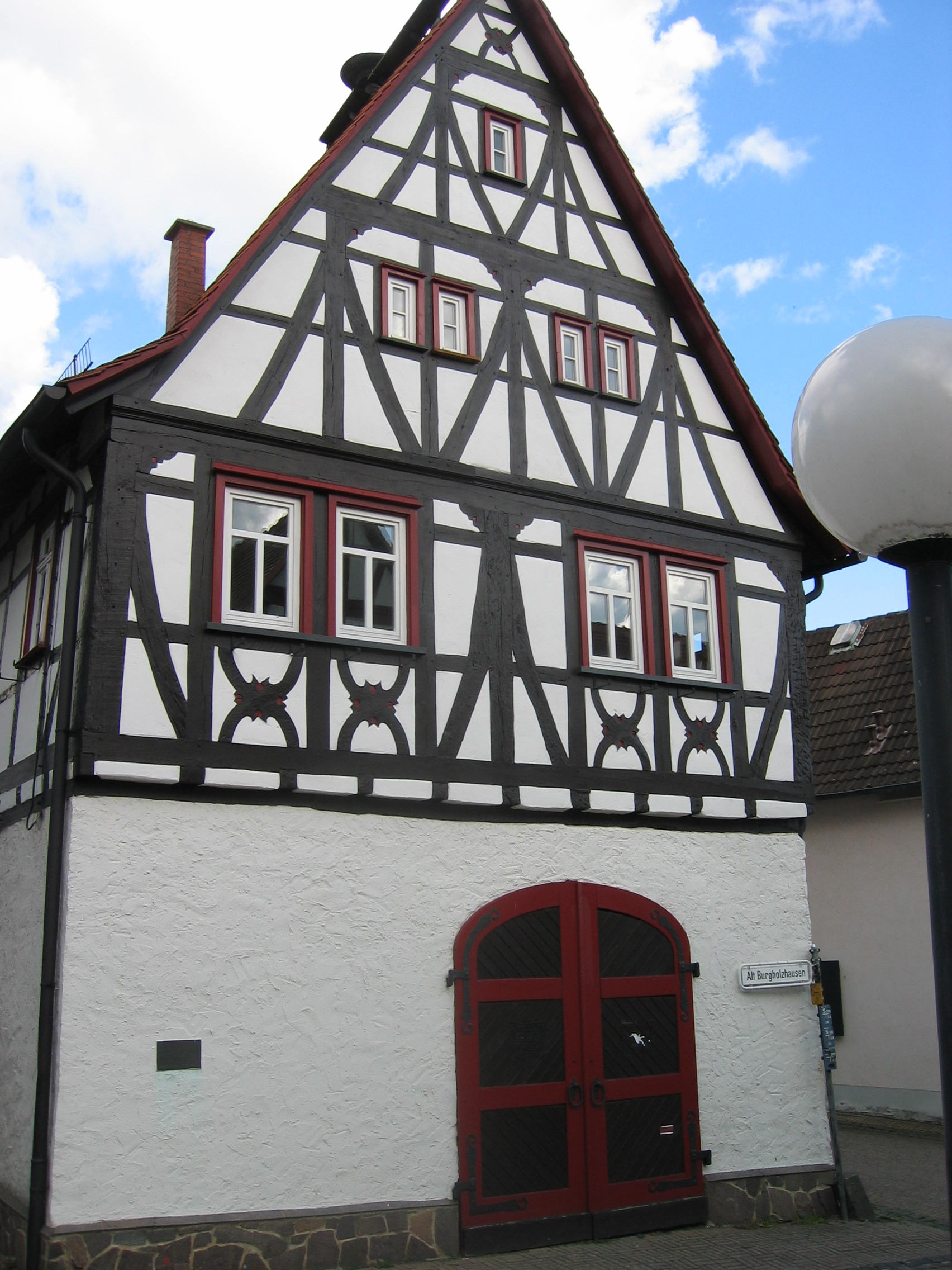
Rådhuset i riksbyn Holzhausen

Riksbyar (ty. Reichsdörfer) var i det gamla Tyska riket riksomedelbara lantkommuner. Riksbyns befolkning var inte underställd andra länsherrar än kejsaren. Därmed var riksbyarna strängt taget självständiga stater. De hade egen förvaltning och eget domstolsväsen grundade på självstyrelse, och de protestantiska riksbyarna hade också kyrklig självstyrelse. Däremot kunde de inte möta upp på riksdagar, och de saknade representation i de fria riksstädernas kollegium.
Som mest fanns över 120 riksbyar och riksgods i riket; de flesta i Hohenstaufernas stamterritorium i Schwaben. Riksbyarna representerade kejsarens och hans personliga vasallers återstående territorier. Då kejsaren mot slutet av medeltiden kom att förlora allt mer av sin makt, blev allt fler riksbyar övertagna av andra länsherrar. Genom riksdeputationens huvudbeslut (Reichsdeputationshauptschluss) den 25 februari 1803 blev de alla mediatiserade, det vill säga inlemmade i grannstaterna. Vid denna tidpunkt återstod dock endast sju riksbyar i Tyskland:
- Gochsheim
- Harmersbach
- Holzhausen (idag Burgholzhausen vor der Höhe)
- Leutkircher Heide
- Sennfeld
- Soden
- Sulzbach